# Ginsterzikade
Die Ginsterzikade (Gargara genistae) ist eine Rundkopfzikade aus der Gattung Gargara in der Familie der Buckelzirpen (Membracidae). Sie ist weit verbreitet und mit 4,4 bis 5,5 Millimetern Körperlänge der kleinste Vertreter der Buckelzirpen (Membracidae) in Mitteleuropa.

## Verbreitung und Lebensraum
Die Ginsterzikade ist in der Holarktis mit Ausnahme Nordeuropas, in der Äthiopis und der Orientalis verbreitet. Die Art wird auch in Nordamerika verschiedentlich gefunden, offensichtlich wurde sie dort eingeschleppt. Die Tiere leben vorwiegend in Trockenlebensräumen, auf besonnten bis halbschattigen, oft wärmebegünstigten Standorten. Lokal sind sie manchmal in Anzahl zu finden, fehlen aber in der Nähe. In Österreich kommen sie nur in Höhen zwischen 120 und 500 m vor.

## Merkmale
Die in der Grundfärbung dunkelbraunen Ginsterzikaden erreichen Körperlängen zwischen 4,4 und 5,5 Millimeter, wobei die Weibchen etwas größer werden als die Männchen. Der Körperbau ist gedrungen. Der mächtige und fein behaarte Halsschild (Pronotum) ist nach oben gewölbt und nach hinten in einen langen, geraden Fortsatz ausgezogen. Im Gegensatz zur ähnlichen, aber deutlich größeren Dornzikade (Centrotus cornutus) verfügt diese Art nicht über seitliche, ohrenförmige Auswüchse im Kopfbereich. Die Vorderflügel sind bräunlich durchscheinend und mit hellbraunen Adern durchzogen.

## Lebensweise
Die Larven und erwachsenen Tiere ernähren sich von Pflanzensäften, die sie mit ihren speziell gebauten, stechend-saugenden Mundwerkzeugen aufnehmen. Sie sind oligophag ersten Grades, das heißt, sie nutzen nur die Pflanzenarten einer Pflanzenfamilie als Nahrung. Ginsterzikaden saugen ausschließlich den zuckerhaltigen Phloem-Saft der Leitungsbahnen von strauchigen Hülsenfrüchtlern (Fabaceae), den sie als Honigtau zum Teil wieder ausscheiden. Dazu zählen beispielsweise Hauhecheln (Ononis), Ginster (Genista), Blasensträucher (Colutea), Kronwicken (Coronilla), Süßhölzer (Glycyrrhiza) und Erbsensträucher (Caragana).
Zum Teil leben die Ginsterzikaden in Symbiose mit Ameisen (z. B. Formica cinerea), welche deren Ausscheidungen (Honigtau) nutzen.
Die Insekten überwintern im Eistadium. Erwachsene Tiere erscheinen ab Ende Juni und sind bis Mitte Oktober zu finden. Sie bilden eine Generation im Jahr (univoltin).